# Pygoctenucha votiva
Pygoctenucha votiva là một loài bướm đêm thuộc phân họ Arctiinae, họ Erebidae.